# 征矢野清志

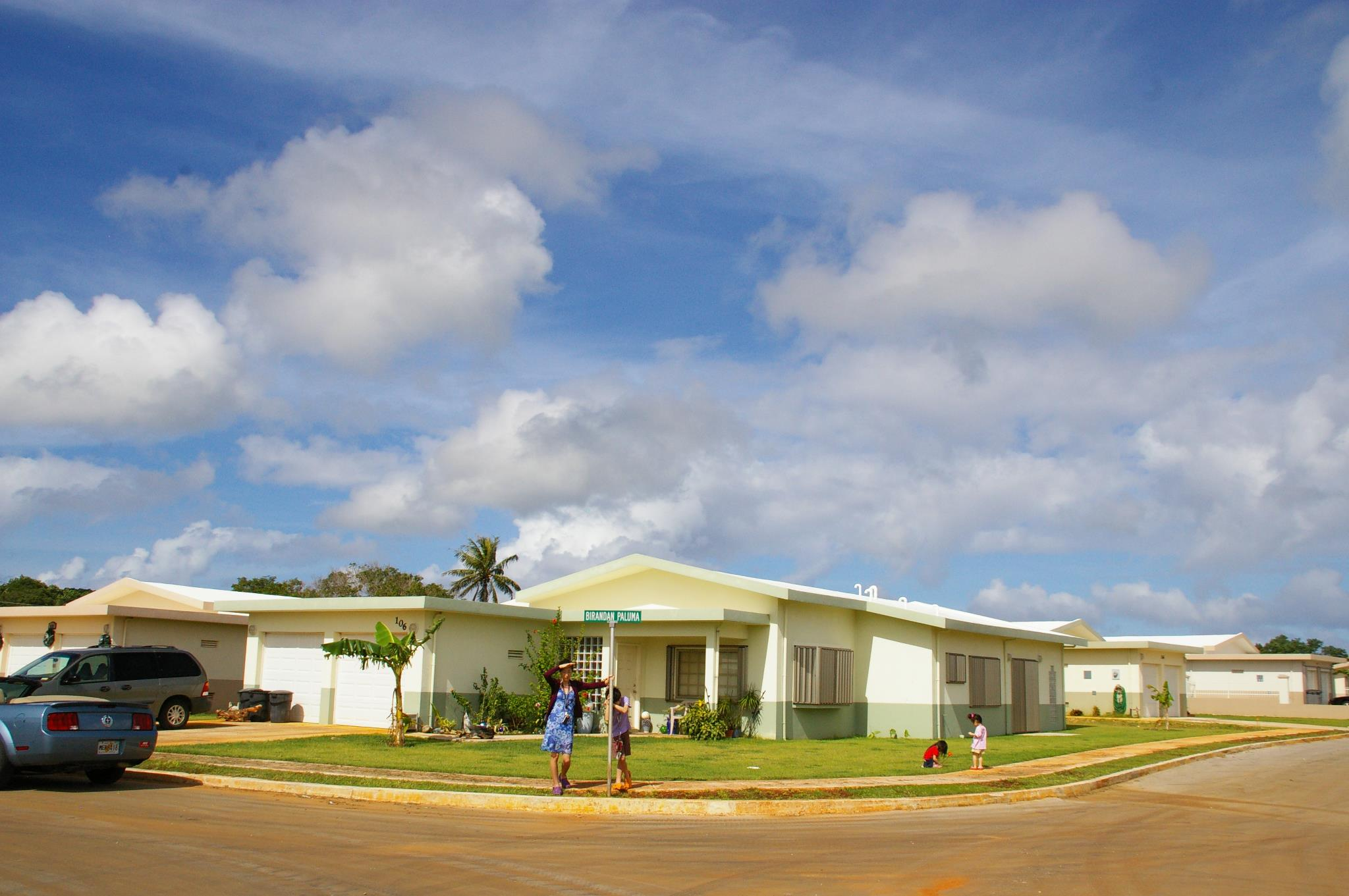
海外不動産投資　グアム島米軍向け住宅

征矢野 清志 1969年6月2日生まれの長野県出身の実業家。株式会社プロキュアメントステーションを催す信州開発グループの創業者社長。

株式会社プロキュアメントステーション社屋

個人での不動産投資活動にも取り組みがあり、特に日本人の海外不動産投資活動に於ける啓蒙活動を、facebookグループの「海外不動産投資　アマチュア投資家の会」にて行っている
1. ↑  “㈱プロキュアメントステーション”. www.procurement.co.jp. 2025年8月19日閲覧。